# همینگتون، سامرست
همینگتون (به انگلیسی: Hemington) یک روستا و محله مدنی در بریتانیا است که در مندیپ واقع شده‌است. همینگتون ۶۴۰ نفر جمعیت دارد.